# Ipotesi kurganica

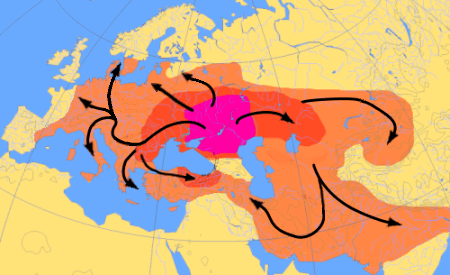
Espansione dei popoli indoeuropei secondo l'ipotesi kurganica

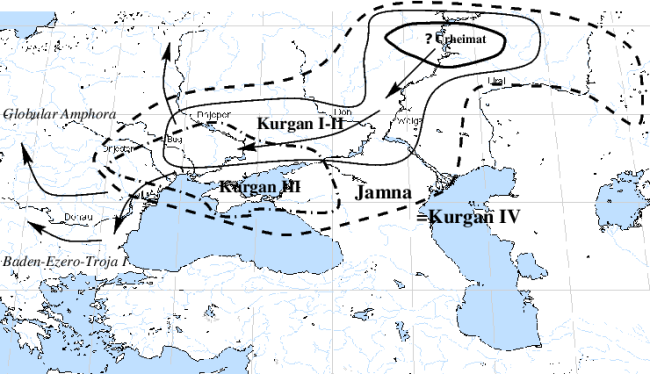
Mappa generalizzata dell'espansione della cultura kurgan

L'ipotesi kurganica, a volte chiamata teoria delle steppe, è una ipotesi storica che si propone di descrivere l'origine e la diffusione delle popolazioni parlanti lingue indoeuropee, postulando l'esistenza di una protolingua conosciuta come protoindoeuropeo parlato dall'omonimo popolo. Secondo l'ipotesi, basata sulla linguistica, fonti archeologiche e studi genetici, questo popolo protoindoeuropeo è da identificarsi con la cultura kurgan, un insieme di popoli preistorici stanziatisi nella steppa pontico-caspica caratterizzati dall'uso dei kurgan, particolari tumuli funerari. L'ipotesi colloca la patria originaria protoindoeuropea, in gergo Urheimat, nelle steppe pontico-caspiche comprese tra Mar Nero e Caucaso.

## Sviluppo dell'ipotesi
Argomentazioni per l'identificazione di popoli proto-indoeuropei come nomadi della steppa della regione pontico-caspica erano state prodotte già nel XIX secolo dagli studiosi tedeschi Theodor Benfey (1869) e Victor Hehn [de] (1870), seguiti in particolare da Otto Schrader (1883, 1890), cui generalmente ci si riferisce come il primo studioso che l'abbia proposta nei suoi termini generali.
Dopo un periodo di grandi dibattiti sull'origine di queste popolazioni, l'ipotesi dell'indoeuropeizzazione a partire dalle steppe venne ripresa prima da Vere Gordon Childe nel 1926 e poi dall'archeologo tedesco Ernst Wahle, alle cui lezioni attese l'archeologo lituano Jonas Puzinas, futuro insegnante di Marija Gimbutas. È a lei che si deve il perfezionamento dell'ipotesi che queste popolazioni nomadi fossero originarie della steppa della regione pontico-caspica.
A Gimbutas, in particolare, va ascritta l'identificazione del processo di indoeuropeizzazione con quello della diffusione della cultura kurgan, da lei approfonditamente studiata in numerosi saggi, raccolti nel 1997 in un volume postumo. Nel 1989 le teorie di Gimbutas sono state riviste e aggiornate in base alle nuove scoperte archeologiche da vari studiosi tra cui James Patrick Mallory.

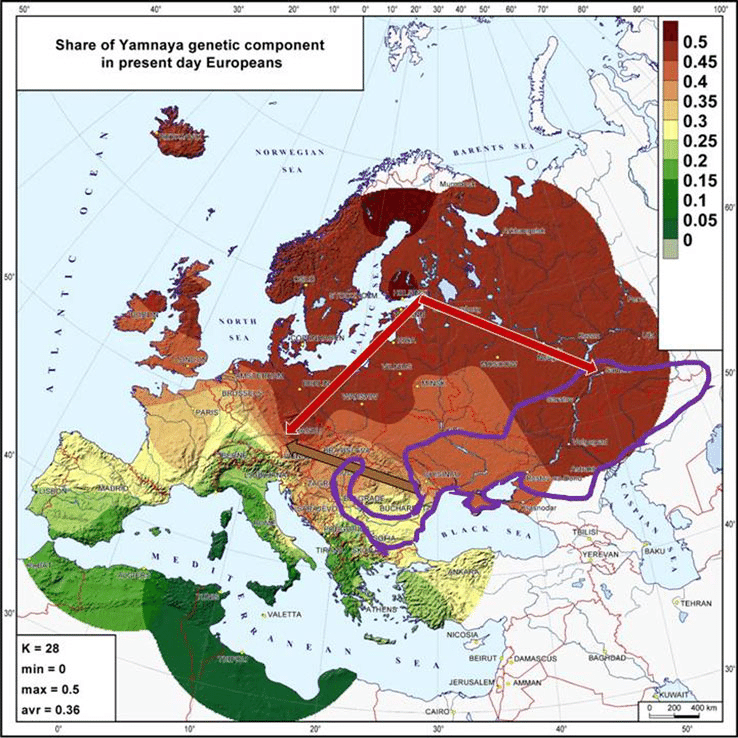
Distribuzione della componente genetica della cultura di Jamna in Europa e Nord Africa. In viola la massima estensione geografica della cultura archeologica

Da ultimo, nel 2015 tre studi genetici hanno parzialmente confermato l'ipotesi che l'Urheimat fosse localizzata nelle steppe. Secondo tali studi, gli aplogruppi R1b e R1a, ora i più comuni in Europa (R1a è comune anche nell'Asia meridionale), si sarebbero espansi nel calcolitico dalle steppe a nord del Ponto e del Mar Caspio, insieme ad almeno alcune delle lingue indoeuropee; hanno anche rilevato una componente autosomica presente negli europei moderni che non era presente negli europei neolitici, che sarebbe stata introdotta con i lignaggi paterni R1a e R1b, così come le lingue indoeuropee.. Nelle popolazioni italiane studiate la componente autosomica dei pastori delle steppe occidentali è presente per il 25% nei lombardi di Bergamo, 27,2% nei toscani, 5,9% o 10% nei siciliani e 7,1% o 10,6% nei sardi.

## Ambito ed evoluzione della cultura kurgan
Gimbutas definì e introdusse il termine "Cultura kurgan" nel 1956, con l'intenzione di introdurre un termine più generalista capace di cogliere gli elementi comuni di alcune facies culturali, che vanno dal IV al III millennio in gran parte dell'Europa orientale e settentrionale.
Il modello di una "cultura kurgan" riunisce varie culture dall'età del rame alla prima età del bronzo della steppa pontico-caspica (dal V al III millennio a.C.), nel tentativo di identificarle come un'unica cultura archeologica (o un unico orizzonte culturale), sulla base delle loro somiglianze. La costruzione dei kurgan (tombe a tumulo) è solo uno dei tanti fattori comuni a queste culture.
In questo contesto, Gimbutas considerò come parti della Cultura kurgan:
- Cultura del Bug-Dnestr (VI millennio)
- Cultura di Samara (V millennio)
- Cultura di Chvalynsk (V millennio)
- Cultura del Dnepr-Donec (dalla metà del V al metà del IV millennio a.C.)
- Cultura di Srednij Stog (dal V al IV millennio a.C.)
- Cultura di Majkop (dal IV al III millennio a.C.)
- Cultura di Jamna (dal IV al III millennio a.C.)

### V - IV millennio a.C.
Cronologia storica dell'espansione indoeuropea secondo lo schema dell'ipotesi kurganica:

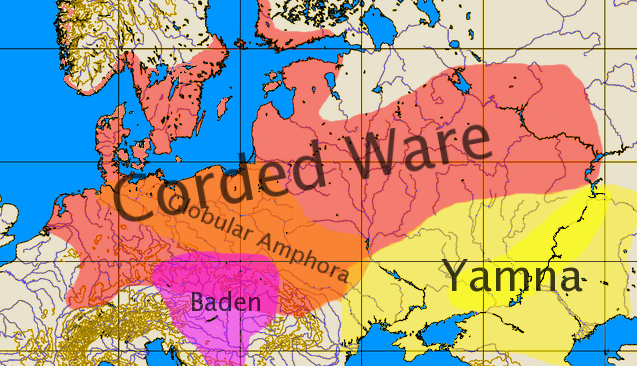
Estensione della cultura dell'ascia da combattimento

- Prime migrazioni di genti indoeuropee (Cultura di Srednij Stog) dalle steppe pontico-caspiche nei Balcani ("Prima ondata Kurgan" 4400-4300 a.C.) dove emerge la Cultura di Cernavodă.
- Si sviluppano fra i proto-indoeuropei delle steppe le culture di Majkop (nel Caucaso settentrionale) e di Jamna.
- Seconda migrazione dalle steppe/caucaso (Cultura di Majkop) nei Balcani e in Europa centro-orientale ("Seconda ondata Kurgan" 3500-3000 a.C.) e conseguente diffusione della cultura di Baden e Coţofeni e della cultura delle anfore globulari che ricalca in parte l'area geografica occupata dalla precedente cultura del bicchiere imbutiforme (pre-indoeuropea[16]).
- La cultura della ceramica cordata (o dell'ascia da combattimento) è considerata come la culla dei popoli Germanici, Italici, Celtici, Baltici e Slavi[17]. Per i sostenitori dell'ipotesi kurgan lo sviluppo iniziale di questo vasto complesso archeologico (derivante dalla cultura delle anfore globulari e da influssi della cultura di Jamna) è da attribuire agli immigrati indoeuropei giunti dalle steppe[18]. A partire dal nucleo originario, localizzabile nell'Europa centro-orientale, si estenderà fino a raggiungere la Scandinavia e la Russia centrale e nord-orientale (cultura di Fatyanovo-Balanovo).
- Gli Ittiti migrano in Anatolia dai Balcani (Cultura di Ezero) o dal Caucaso (Cultura di Majkop)[19]. In Siberia meridionale, presso i monti Altaj, si sviluppa la cultura di Afanasevo, imparentata con quella di Jamna e associata ai Tocari o proto-Tocari[20]
- La cultura di Jamna si estende dall'Ucraina nei Balcani ("Terza ondata Kurgan" 3100-2900 a.C.). Le tombe a tumulo si propagano in tutta la penisola balcanica sino alla Grecia settentrionale dove questo cambiamento culturale è stato associato alla penetrazione degli Elleni (2300-2200 a.C.)[21]. È probabile che anche le altre lingue paleobalcaniche (oltre il greco), almeno in parte, siano da far risalire a questa terza ondata.

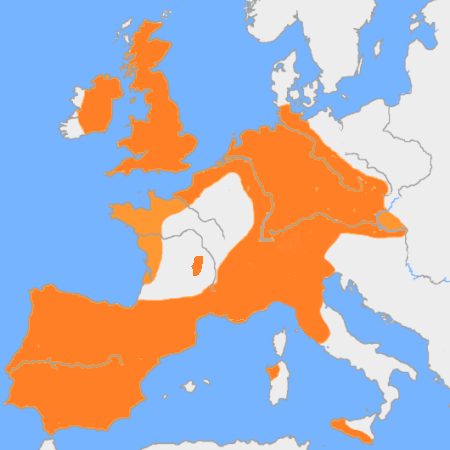
Espansione della cultura del vaso campaniforme

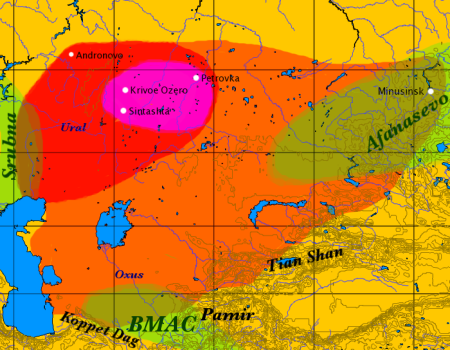
Le culture indoeuropee dell'Asia centrale nel III millennio a.c.

### III millennio a.C.
- L'Europa centro-orientale oramai completamente indoeuropeizzata linguisticamente e culturalmente diventa così un secondo Urheimat[22], Centro secondario dal quale si irradieranno tutte quelle culture protostoriche che favoriranno l'indoeuropeizzazione dell'Europa occidentale e meridionale[23]. La divisione centum-satem è completata.
- Originatasi verosimilmente nella penisola iberica (Gimbutas la faceva derivare invece dalla balcanica cultura di Vučedol[24]), la cultura del vaso campaniforme, giunta nell'area dei Paesi Bassi e del Reno si fonde con la cultura dell'ascia da combattimento assorbendo tratti indoeuropei, forse proto-celtici[25]. Durante il III e il II millennio a.C. il popolo del vaso campaniforme ricolonizza, in un movimento detto di riflusso, una vasta porzione dell'Europa occidentale tra cui le isole britanniche, la penisola iberica, l'Italia centro-settentrionale e le due isole maggiori, Sardegna e Sicilia. Si tratta probabilmente della seconda apparizione di popolazioni indoeuropee in territorio italiano; infatti una prima possibile avanguardia indoeuropea in Italia è stata più volte associata alle culture eneolitiche di Remedello, del Rinaldone e del Gaudo[26]. In particolare le statue stele erette dai Remedelliani presenterebbero segni distintivi riconducibili all'"ideologia indoeuropea" ; questa supposizione si basa sul fatto che vi sono alcune similitudini con le steli antropomorfe ritrovate in Ucraina appartenenti alla cultura indoeuropea di Jamna[27].
- Popolazioni indoeuropee delle steppe colonizzano l'Asia centrale dove nasce la cultura di Poltavka. La cultura di Poltavka venne seguita dalla cultura di Sintashta (2100-1800 a.C.) - che mostra forti legami anche con la cultura di Abaševo[28] - e dalla cultura di Andronovo (2000-1200 a.C.), quest'ultima è vista come la cultura che diede origini ai popoli indoiranici e al carro da guerra. L'assoluta irreperibilità di reperti ascrivibili alla cultura di Andronovo in India ha fatto ipotizzare ad alcuni studiosi che gli Indoiranici durante la loro graduale discesa verso sud abbiano via via abbandonato le loro tradizioni nomadiche della steppa adottando lo stile di vita stanziale e urbanizzato del cosiddetto BMAC, complesso archeologico battriano-margiano. Si conclude che le popolazioni indoiraniche di cultura di Andronovo, originariamente stanziate nel territorio dell'odierno Kazakistan, si spostarono verso sud nel territorio dell'odierno Turkmenistan/Tagikistan dove adottarono la cultura urbanizzata di BMAC, dopodiché a causa di avvenimenti sconosciuti (il prof. Viktor Sarianidi parla di catastrofi naturali a seguito di cambiamenti climatici) si spostarono ancora una volta stabilendosi definitivamente prima in India, dove introdussero alcuni aspetti culturali del BMAC, e successivamente in Iran[29].

### II millennio a.C.

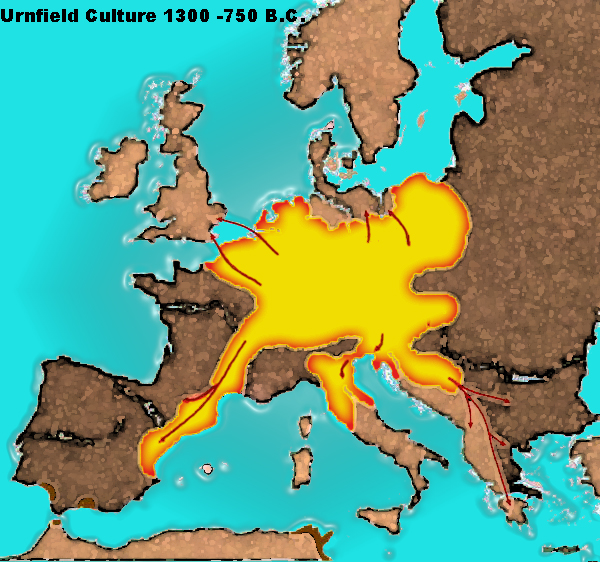
Espansione dei campi di urne.

- Verso il 1500 a.C. le popolazioni indoariane migrano quindi dall'Asia centrale nel subcontinente indiano dove sottomettono i nativi ed impongono il sistema delle caste . È opinione abbastanza diffusa che le guerre e le battaglie narrate nei Veda, i testi sacri dell'induismo, riflettano più o meno fedelmente la conquista dell'India nord-occidentale (Punjab) da parte degli stessi Arii[30]. La cultura di Yaz (iranica) si espande verso ovest , Medi e Persiani giungono in Iran occidentale agli albori del I millennio a.C., importando un caratteristico stile ceramico[31].
- In Europa centro-orientale si sviluppa la cultura di Unetice (le cui influenze si estesero in un ampio territorio) seguita dalla cultura dei tumuli; si diffonde l'usanza della cremazione dei defunti. Nella pianura padana appare la civiltà delle terramare, che alcuni studiosi associano ai protolatini (altri invece collegano i latini ai successivi campi di urne villanoviani[32]).
- Dalla cultura dei tumuli trae origine la cultura dei campi di urne che tra la tarda età del bronzo e la prima età del ferro si diffonde dall'Europa centrale in Italia, Francia, Catalogna, Inghilterra e nei Balcani. La cultura dei campi di urne è spesso associata ai Celti, Italici, Veneti ed Illiri. Più precisamente in Italia si possono riconoscere due gruppi di incineratori ascrivibili ai campi di urne, uno celtico fra la Lombardia e il Piemonte responsabile della nascita della cultura di Canegrate e poi di Golasecca e uno italico, riconducibile alla cultura protovillanoviana, che si estende dal Nord-est alla Sicilia orientale. A partire dal X secolo a.C. circa il "focolaio protovillanoviano" si suddivide in differenti facies regionali tra le quali la civiltà atestina (Veneti) e villanoviana.
- I Frigi e gli Armeni si spostano dai Balcani all'Asia minore[33]. I Dori lasciano le loro sedi originarie (verosimilmente l'Epiro o Illiria) e si espandono nel Peloponneso.

### I millennio a.C.

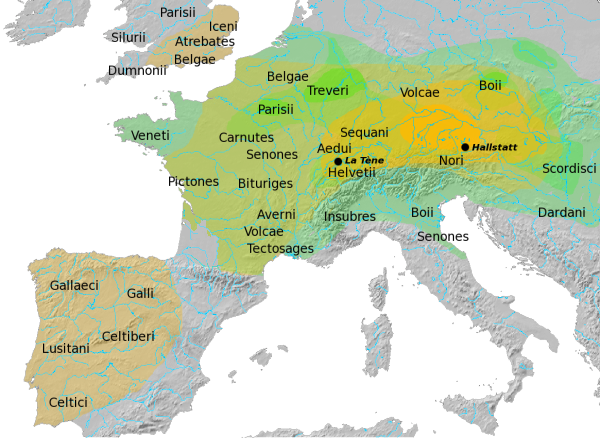
Espansione dei Celti di Hallstatt e La Tène.

- Gli Sciti, originatisi dalla cultura di Srubna, si espandono verso ovest nelle steppe pontico-caspiche (costringendo forse i Cimmeri a migrare a sud del Caucaso) da dove si spingono successivamente in Europa orientale[34].
- Le popolazioni celtiche della cultura di Hallstatt e di La Tène si diffondono in gran parte dell'Europa occidentale ed orientale influenzando, in parte, anche l'area germanica e illirica.
- A seguito delle conquiste greche e romane la lingua greca e latina viene parlata in tutta l'area del Mediterraneo ed oltre. Le popolazioni germaniche iniziano la loro calata verso sud soggiogando e "germanizzando" le popolazioni celtiche che in precedenza abitavano l'Europa centro-orientale.

## Invasione o diffusionismo?
Gimbutas sosteneva che le espansioni della cultura Kurgan furono essenzialmente una serie di incursioni militari attraverso le quali la nuova ideologia guerriera e patriarcale si impose sulla pacifica cultura matriarcale della Vecchia Europa, processo osservabile tramite la comparsa di insediamenti fortificati e delle tombe dei capi-guerrieri:
Successivamente Gimbutas evidenziò sempre più la natura violenta di questo processo di transizione dal culto della Dea Madre a quello patriarcale esplicitato dal culto del dio celeste (Zeus, Giove, Dyauṣ Pitā). Molti studiosi che accettano lo scenario generale dell'ipotesi kurganica sostengono che il passaggio fu probabilmente molto più graduale e pacifico rispetto a quanto suggerito da Gimbutas. Le migrazioni non furono certo il frutto di operazioni militari studiate e concordate ma l'espansione durata generazioni di varie tribù e culture scollegate fra loro. Fino a che punto le culture indigene siano state amalgamate pacificamente o violentemente cancellate rimane ancora un punto controverso fra i sostenitori dell'ipotesi Kurgan.
James Patrick Mallory ha accettato l'ipotesi Kurgan come ipotesi standard sull'origine dei popoli indoeuropei ma giustifica le critiche allo scenario dell'invasione militare proposto da Gimbutas:
Un'ulteriore critica ad uno degli aspetti centrali della cultura Kurganica come la intende Gimbutas proviene dagli storici militari. Questi fanno notare che fino al 1000 a.C. (o poco prima) i cavalli non erano cavalcabili, o meglio non erano cavalcabili in battaglia. La cultura Kurgan allevò i cavalli dal 4.000 a.C. fin verso il 2.100-2.000 a.C. per mangiarli e come animali da soma, poi imparò ad usarli per trainare agili carri da caccia, corsa e guerra, e a cavalcare in maniera incontrollata (con nasiere e senza sella o sottopancia) solo dopo circa un millennio di tentativi e di selezione del cavallo fu possibile montarlo in maniera utile per poterlo impiegare in battaglia, fu cioè possibile controllare il cavallo con una mano o con le gambe e contemporaneamente impugnare un'arma.
I Kurgan non avrebbero quindi avuto quella superiorità militare sui popoli privi di cavalleria, oltretutto fino alla scoperta del carro leggero, e soprattutto a quelle dal morso e dell'arte equestre, nessun popolo fu "veramente" nomade, ma i Kurgan vanno interpretati come l'espressione di una civiltà dedita ad una pastorizia transumante con al centro insediamenti fluviali. La scoperta della cavalcabilità del cavallo (tra il 1100 e il 1000 a.C.) fu una rivoluzione che mise in moto le steppe occidentali. Forse ad est degli Altaj già con l'addomesticazione della Renna si era verificato un fenomeno analogo, poiché la renna, a differenza di buoi, pecore, capre e cavalli usati dai Kurgan, si adatta poco a condizioni di vita semi stanziali e transumanti.

## Conclusioni
Nonostante le critiche ricevute la ipotesi dell'invasione calcolitica, nella forma proposta da Gimbutas appare oggi una ipotesi fortemente accreditata e sostenuta da basi scientifiche.
Essa si può riassumere in questi termini: 
1. le tribù indoeuropee erano società patriarcali, governate da un *h₃rḗǵs (un re che era un capo guerriero eletto, ben diverso dai re-dèi egizi e mesopotamici), e caratterizzate da una prima divisione gerarchica fra guerrieri, sacerdoti e lavoratori, con donne e schiavi relegati in secondo piano;
2. gli Indoeuropei avevano una religione politeistica con al centro figure di dèi padri celesti, in opposizione alle religioni delle dee madri tipiche delle popolazioni preindoeuropee (i pantheon dei popoli indoeuropei storicamente noti sono frutto di una fusione con la religione di substrato, con gli dèi padri che faticano a tenere a bada le dee madri: vedi le scene da un matrimonio della coppia olimpica Zeus - Hera)
3. gli Indoeuropei si imposero sulle popolazioni neolitiche in virtù della superiorità militare data dall'addomesticamento del cavallo; il prevalere dell'indoeuropeo sulle lingue che precedevano l'indoeuropeizzazione è il frutto dell'imposizione di una nuova lingua da parte di un'élite militare.

## Ipotesi alternative
Le principali ipotesi alternative sono:
- l'ipotesi anatolica, proposta da Colin Renfrew, che nel 1987 teorizzò una indo-europeizzazione pacifica dell'Europa a partire dal 7000 a.C. con l'avanzare dell'agricoltura dall'Anatolia.
- l'ipotesi armena, che sostiene che la lingua protoindoeuropea fosse parlata nell'altopiano armeno almeno a partire dal IV millennio a.C. .